# Список депутатов Верховного Совета Туркменской ССР 1-го созыва
Список депутатов Верховного Совета Туркменской ССР 1-го созыва
Депутаты Верховного Совета Туркменской ССР 1-го созыва работали с 1938 по 1947 годы.
| # А Б В Г Д Е Ё Ж З И К Л М Н О П Р С Т У Ф Х Ц Ч Ш Щ Э Ю Я |

1. Абдуллаев, Балтабай
2. Абдырахман, Ата
3. Акмаев, Али Хайрулович
4. Алиев, Каип
5. Алиева, Курбангозель
6. Аллабергенова, Биби
7. Аллак, Уде
8. Алламова, Ханым
9. Алтыбаева, Бахты
10. Аманов, Курбандурды
11. Андреев, Андрей Андреевич
12. Аннаоразова, Акджамал
13. Арнагельдыев, Арна Овез
14. Артыков, Ата
15. Астафьев, Яков Дмитриевич
16. Асцатуров, Арсен Баллаевич
17. Атаева, Тувак
18. Атамурадов, Курбандурды
19. Атлиев, Серахс
20. Ахмедов, Эргеш
21. Аширов, Садык
22. Баба, Пенджи
23. Бабаев, Гельды
24. Бабаев, Овлиякули
25. Бабаев, Сапардурды
26. Бабаев, Хивали
27. Бабаев, Чары
28. Бабаев, Чары
29. Бабалиев, Меред
30. Бабаназаров, Иолы
31. Байрамедов, Акджа
32. Батыров, Шаджа Батырович
33. Башхиев, Оразкули
34. Бердиков, Николай Дмитриевич
35. Бердыев, Аллаберды
36. Бердыев, Аман
37. Бовган, Ата
38. Быстров, Александр Прокофьевич
39. Вариков, Эверст Афанасьевич
40. Васильев, Александр Александрович[уточнить]
41. Васильев, Константин Александрович
42. Веллекова, Якшисолтан
43. Ворошилов, Климент Ефремович
44. Гаврюшин, Василий Иванович
45. Гапаров, Курбан
46. Гельдыев, Аит Кули
47. Гельдыева, Джеренходжа
48. Глазунов, Андрей Никитич
49. Глущенко, Иван Климентьевич
50. Гокленов, Гоклен
51. Горюнов, Николай Георгиевич
52. Гребнев, Андрей Петрович
53. Громов, Григорий Фёдорович
54. Гунбин, Василий Степанович
55. Гусев, Михаил Васильевич
56. Давлетова, Бахаргуль
57. Дангатарова, Огульбоссан
58. Дениев, Баба
59. Дерьяев, Хан
60. Джораев, Бабаназар
61. Джораев, Давлет
62. Джумартов, Шамра
63. Джураев, Ерден
64. Довгаль, Семён Филиппович
65. Дурдыев, Аман
66. Дурдыев, Ата Аман
67. Дурдыев, Кете
68. Дурдыев, Ораз
69. Дурдыев, Сапар
70. Дурдыев, Удебай
71. Ежов, Николай Иванович
72. Ёмутбаев, Баба
73. Емцов, Семён Семёнович
74. Ескалиев, Аджигит
75. Жидков, Иона Захарович
76. Жуков, Иван Степанович
77. Зуев, Георгий Терентьевич
78. Иванников, Василий Петрович
79. Иванова, Нина Петровна
80. Измаилов, Ходжимурат
81. Ионычев, Павел  Дмитриевич
82. Исаков, Михаил Афанасьевич
83. Какабаева, Солтан
84. Калов, Ергубен
85. Каменев, Даниил Петрович
86. Каплин, Пётр Васильевич
87. Капустян, Константин Романович
88. Караджаев, Карабаяр
89. Караджаева, Нуры
90. Караджаева, Огульджан
91. Касымова, Оразбиби
92. Кашикараева, Бибиш
93. Кельте, Акмухамед
94. Клычев, Атамурад
95. Комиссаров, Антон Григорьевич
96. Корнилович, Николай Михайлович
97. Кравченко, Александр Фёдорович
98. Крылов, Алексей Константинович
99. Кузнецов, Михаил Николаевич
100. Кулиев, Кулам Кулиевич
101. Кулиева, Аксолтан
102. Кулов, Хамрамамед
103. Кульмамедов, Аман
104. Курбаев, Файзурахман Абдурахманович
105. Курбанов, Клычкакали
106. Курбанова, Айна
107. Курбансары, Таджов
108. Курочкин, Сергей Васильевич
109. Кутлиев, Сатым
110. Кутлыев, Нобат
111. Ларюков, Николай Герасимович
112. Леонов, Валентин Андреевич
113. Лернер, Меер Товиевич
114. Лузянин, Дмитрий Ильич
115. Майоров, Иван Иванович
116. Мамедов, Аджап
117. Мамошин, Роман Андрееич
118. Мартынов, Иван Иванович
119. Матвапаев, Хаитнияз
120. Матвеичев, Алексей Ефимович
121. Матыев, Джума
122. Маханьков, Александр Яковлевич
123. Машарипов, Худайберген
124. Меридонов, Дмитрий Сергеевич
125. Мирзамухамедов, Мирахмед
126. Молотов, Вячеслав Михайлович
127. Монаков, Сергей Фирсович
128. Мразевский, Павел Петрович
129. Мурадов, Клыч
130. Муррыков, Чары
131. Мухадов, Мурад
132. Мухамедова, Айнагозель
133. Мухиева, Эне
134. Мятыев, Анна
135. Набадчиков, Сергей Андреевич
136. Назармамедова, Абадан
137. Назаров, Михаил Сергеевич
138. Назаров, Сеид
139. Нарбаев, Беки
140. Нарбаева, Джумагуль
141. Наянов, Владимир Иванович
142. Непесов, Аннамамед
143. Непесов, Бегли
144. Николаев, Николай Иванович
145. Ниязов, Курбан
146. Ниязов, Куртмамед
147. Новбатов, Умыр
148. Овезов, Балыш
149. Овезова, Курбан
150. Овезова, Сапар
151. Оразмамедова, Кебе
152. Оразмурадов, Дурдысахат
153. Осипова, Анна Петровна
154. Панов, Фёдор Никитович
155. Перманов, Курбан
156. Пирназаров, Аман
157. Плахотин, Леонтий Иванович
158. Попов, Алексей Михайлович
159. Попов, Николай Васильевич
160. Разин, Павел Степанович
161. Рахимова, Сере
162. Реджепов, Мурад
163. Резиновский, Яков Гиршевич
164. Ризаев, Довлет
165. Рудов, Фёдор Фёдорович
166. Садыков, Ризадада
167. Самойлов, Георгий Фёдорович
168. Сапарниязов, Бабаджан
169. Сапаров, Бяшим
170. Сапарова, Огульджан
171. Сарыев, Акмамед
172. Сахатов, Чарыаман
173. Сеидкулиева, Огульмурад
174. Сейтлиев, Ата
175. Селифанов, Николай Алексеевич
176. Сепелев, Павел Иванович
177. Слепова, Татьяна Николаевна
178. Софиев, Ходжа
179. Сталин, Иосиф Виссарионович
180. Степанов, Георгий Иванович
181. Сухомлинов, Пётр Кондратьевич
182. Таганов, Ораз
183. Татаренко, Фёдор Михайлович
184. Тачмамедов, Джума
185. Трегубенко, Дмитрий Яковлевич
186. Третьяков, Савва Сергеевич
187. Тужиков, Иван Захарович
188. Туляева, Огульнияз
189. Тушиева, Набат
190. Удалова, Мария Сергеевна
191. Умакова, Аннаджамал
192. Форофонтов, Василий Фёдорович
193. Фотченко, Тимофей Васильевич
194. Хаитова, Пезле
195. Хакимов, Джумакулы
196. Хакназаров, Каир
197. Халлыев, Аннадурды
198. Халлыева, Мамагуль
199. Хамраев, Бабакулы
200. Хамраев, Мамедджума
201. Хидыров, Сарымсак
202. Ходжакулиева, Патма
203. Ходжамбердыева, Бибисолтан
204. Хорев, Георгий Алексеевич
205. Худайбергенов, Аитбай
206. Чапанов, Ораз
207. Чарыева, Огульгельды
208. Черкезов, Нурли
209. Чернов, Николай Иванович
210. Чоликов, Ибрагим
211. Чубин, Яков Абрамович
212. Чурилкин, Владимир Андреевич
213. Чурилов, Михаил Петрович
214. Шатманов, Ходжамкупи
215. Шевцов, Семён Петрович
216. Шляхтин, Марк Дмитриевич
217. Эрешева, Арам
218. Эсенмурадов, Карлы
219. Юсин, Владимир Александрович
220. Юсупов, Аннаменгли
221. Юсупов, Салых
222. Юсупова, Оразсолтан
223. Яблонский, Николай Васильевич
224. Язкулиева, Огультувак
225. Яримова, Эне

## Источник
- Список депутатов, избранных в Верховный Совет Туркменской ССР // Туркменская искра — 1938 — № 147 — С. 2